# Добрынский-Симский, Василий Фёдорович Образец
Василий Фёдорович Образец Добрынский-Симский (годы рождения и смерти неизвестны) — боярин и воевода на службе у московского князя Ивана III Васильевича.

## Биография
Представитель дворянского рода Добрынских-Симских. Единственный сын боярина и воеводы Фёдора Константиновича Добрынского-Симского, погибшего в 1445 году в битве с казанскими татарами под Суздалем. Его матерью была Мария, дочь боярина Дмитрия Васильевича.
В 1471 году во время войны Новгорода с Москвой Василий Фёдорович Симский нанёс поражение новгородцам в битве на реке Шеленге близ Северной Двины, вследствие чего под контроль великого князя московского перешли богатые двинские земли. В том же году ходил в поход на Волгу. Осенью 1475 года ездил среди великокняжеских «бояр» с Иваном III в Новгород.
В 1477—1478 годах участвовал в походе великого князя московского Ивана III Васильевича на Новгород. В 1478 году вместе с князем С. И. Ряполовским участвовал в походе на Казань против хана Ибрагима. В конце 1478 года был послан вместе с Василием Фёдоровичем Сабуровым в поход на Вятку. В 1479 году был наместником в Боровске, в этой должности арестовал и доставил к Ивану III князя Ивана Владимировича Лыко-Оболенского, который перешёл на службу к волоцкому князю Борису Васильевичу.
В 1485 году после взятия Твери великий князь московский Иван III Васильевич оставил своим наместником в городе Василия Фёдоровича Образца-Симского. В том же году вместе с Иваном Голотой Владимировичем Ховриным «заложиша полаты кирпичны». Около 1473—1489 годов взял в пожизненное владение землю у митрополита. Около 1483—1485 годах присутствовал вместе с В. Ф. Сабуровым на докладе у великого князя Ивана Ивановича Молодого. Около 1483 года боярский двор В. Ф. Образца был распущен.
В августе 1501 года потерпел поражение в битве на реке Серице от ливонского магистра Вальтера фон Плеттенберга. Пользовался большим доверием великого князя Ивана III, одним из первых построил себе в Москве каменные палаты.
Был женат на Марии. Дети: Иван Васильевич Хабар-Симский (ум. 1534) и Михаил Образцов (ум. 1507)